# Mehriban Alijeva
Mehriban Arif kizi Alijeva (rojena Pašajeva; azerbajdžansko Mehriban Arif qızı Əliyeva Paşayeva, IPA: [mehɾiˈbɑn ɑˈɾif ɡɯˈzɯ æˈlijevɑ pɑˈʃɑjevɑ]), azerbajdžanska političarka, * 26. avgust 1964, Baku, Azerbajdžanska SSR, Sovjetska zveza.
Opravlja funkcijo podpredsednice in prve dame Azerbajdžana. Poročena je z Ilhamom Alijevim, predsednikom Azerbajdžana. Alijev je leta 2017 ustanovil položaj podpredsednika države in nanj imenoval svojo ženo.

## Zgodnje življenje, družina in zakon
Mehriban Pašajeva se je rodila v Bakuju v eni najvplivnejših družin v Azerbajdžanu. Njen dedek, Mir Jalal Pašajev, je bil pisatelj iransko-azerbajdžanskega rodu, rojen v Iranu. Njen stric Hafiz Pašajev je bil prvi azerbajdžanski veleposlanik v ZDA. Njen oče Arif Pašajev je rektor Nacionalne letalske akademije v Bakuju. Njena mati, Aida Imangulijeva (1939–1992), je bila filologinja in strokovnjakinja za arabistiko, hči novinarja in pedagoga Nasirja Imangulijeva.

## Izobrazba in zgodnja kariera
Alijeva je leta 1982 končala srednjo šolo št. 23. Nato se je vpisala na Fakulteto za preventivo in zdravljenje na Azerbajdžanski medicinski univerzi in kasneje nadaljevala študij na Moskovski medicinski akademiji Sečenov, kjer je diplomirala leta 1988. Od leta 1988 do 1992 je delala v Državnem raziskovalnem inštitutu za očesne bolezni Akademije medicinskih znanosti ZSSR  v Moskvi, ki ga je vodil dr. Mihail Krasnov. Leta 2005 je doktorirala, potem ko je zagovarjala disertacijo na temo "Evtanazija in vprašanja humanizma v medicini". Leta 2005 sta dva članka v časopisu The Times Alijevo opisala kot "kvalificirano zdravnico" in "nekdanjo oftalmologinjo".

## Kariera
Leta 1995 je ustanovila Fundacijo prijateljev azerbajdžanske kulture. Leta 1996 je ustanovila revijo "Azerbaijan – Heritage", ki izhaja v treh jezikih - azerbajdžanščini, angleščini in ruščini. Cilj revije je promocija azerbajdžanske kulture.
Leta 2003 so razkriti dokumenti pokazali, da je registrirala offshore podjetje na Britanskih Deviških otokih registrirala offshore podjetje Rosamund International Ltd.
10. maja 2004 je ustanovila Fundacijo Hejdarja Alijeva. Fundacija je namenjena ohranjanju in promoviranju politične dediščine nekdanjega predsednika Hejdarja Alijeva. V Azerbajdžanu, glede na članek, "fundacija gradi več šol kot azerbajdžansko Ministrstvo za izobraževanje, več bolnišnic kot Ministrstvo za zdravje in organizira več kulturnih dogodkov kot Ministrstvo za kulturo." Fundacija Hejdarja Alijeva. Poleg tega fundacija financira mednarodne projekte, kot so obnova Muzeja Louvre, Versajske palače in Katedrale v Strasbourgu.
Je UNESCOva ambasadorka dobre volje in ISESCOva ambasadorka dobre volje. Bila je članica izvršnega odbora Nacionalnega olimpijskega komiteja Azerbajdžana na 4. generalni skupščini 28. decembra 2004.
Od leta 2004 je članica političnega odbora Nove stranke Azerbajdžana, ki jo vodi njen mož. Za namestnico predsednice stranke je bila izbrana junija 2013. Njen mož jo je imenoval za predsednico organizacijskega odbora 1. evropskih iger v Bakuju.

### Članica parlamenta
Mehriban Alijeva je bila izvoljena v Narodno skupščino Azerbajdžana na parlamentarnih volitvah leta 2005, kot kandidatka vladajoče stranke Novi Azerbajdžan. Volitve so bile močno kritizirane zaradi obtožb o goljufijah, manipulacijah in pritiskih na volivce. Kandidirala je kot predstavnica stranke Novi Azerbajdžan v volilnem okrožju Azizbejov št. 14 in bila izvoljena v parlament z 92,12% glasovi. Leta 2003 je presenetila javnost, ko je aktivno podprla predsedniško kampanjo svojega moža Ilhama Alijeva. Azerbajdžanske prve dame tradicionalno niso igrale politične vloge, vendar je Alijeva to tradicijo prekinila in se vključila v politične procese. Leta 2005 jo je britanski časopis The Sunday Times opisal kot "že precej vplivno politično osebnost", njeno Fundacijo Hajdarja Alijeva pa kot "močno in bogato institucijo, ustanovljeno za varovanje dediščine pokojnega predsednika in podporo številnim izobraževalnim in dobrodelnim projektom." Na parlamentarnih volitvah leta 2010 in 2015 je ponovno kandidirala v volilnem okrožju Hazar št. 14 in dosegla kjer je prejela kar 94,49% glasov leta 2010 in 96,7% leta 2015.
Eden najpomembnejših ukrepov, ki jih je Aliyeva podprla kot poslanka, so bile pobude za amnestijo zapornikov. Ob Dnevu republike (28. maj) je predlagala, da se določenim skupinam zapornikov zmanjša kazen ali jih izpusti iz zapora. Posledično je bilo v letih 2007, 2009, 2013 in 2016 izpuščenih več kot 30.000 zapornikov.

### Podpredsednica
21. februarja 2017 jo je njen mož Ilham Alijev, predsednik in avtoritarni voditelj Azerbajdžana, imenoval za prvo podpredsednico Azerbajdžana. Prvi podpredsednik je drugi najvišji položaj v državi, kar pomeni, da bi v primeru odstopa ali smrti Ilhama Alijeva predsedniški položaj avtomatsko pripadel Mehriban Alijevi. To funkcijo je vzpostavil z ustavnim referendumom leta 2016, ki ga je sklical Ilham Alijev. Referendum je tudi znižal starostno mejo za predsednika, kar bi omogočilo kandidiranje Ilhamovega sina Hejdarja Alijeva mlajšega, ki je bil takrat star 19 let. Kritiki so to videli kot poskus dinastičnega prenosa oblasti, podobno kot v nekaterih drugih avtokratskih režimih.

## Kritike
Freedom House poroča, da se Fundacija Hejdarja Alijeva, ki jo vodi Alijeva od njene ustanovitve leta 2014, pogosto predstavlja kot dobrodelna in kulturna institucija, ki podpira izobraževalne in umetniške projekte. Vendar Freedom House in drugi kritiki trdijo, da je fundacija predvsem orodje za izboljšanje mednarodnega ugleda azerbajdžanskega režima, ter da promovira uradno politiko Azerbajdžana v zvezi z spornim ozemljem Gorskega Karabaha". Fundacija je povezana s korupcijskimi praksami, saj naj bi se sredstva pogosto porabljala za krepitev vpliva vladajoče družine.

### Politična represija
Alijeva trdi, da je Azerbajdžan dežela politične strpnosti, in zanika obtožbe o množičnih političnih zapornikih. Leta 2015 so Mehriban Alijevo vprašali o aretaciji novinarke Hadidže Ismajilove in zagovornice človekovih pravic Lejle Junus Mehriban, vendar na vprašanje ni želela odgovoriti. Njeno imenovanje za podpredsednico je sovpadlo s pridržanjem več aktivistov opozicijske stranke, kar je bil morda poskus zadušitve kakršnih koli poskusov protesta proti tej potezi. V Azerbajdžanu je oblast skoncentrirana v rokah Alijeva in njegove razširjene družine, kršitve človekovih pravic pa vključujejo mučenje, samovoljne aretacije ter nadlegovanje novinarjev in nevladnih organizacij.

## Osebno življenje
Poročila se je z Ilhamom Alijevim, sinom Hejdarja Alijeva, v Bakuju 22. decembra 1983. Zakonca Alijev imata dve hčerki, Lejlo (rojena 3. julija 1984) in Arzu (rojena 23. januarja 1989), ter sina Hejdarja (rojen 2. avgusta 1997). Lejla je urednica revije Baku, ki jo izdaja azerbajdžanski ruski poslovnež Aras Agalarov - bila je poročena z njegovim sinom Eminom Agalarovom.
Alijeva je prestala obsežne plastične operacije. Med obiskom v Bakuju so ameriški uradniki trdili, da zaradi obsežnih operacij ne morejo takoj ločiti Alijeve od njenih dveh hčerk Arzu in Lejle.

## Nagrade in priznanja

### Državna odlikovanja in medalje
- Azerbajdžan – Javna osebnost leta 2004[30]
- Azerbajdžan – Nagrada Hejdarja Alijeva[31][32]
- Azerbajdžan – Osebnost leta 2005[33]
- Azerbajdžan – Ženska leta 2005[34]
- Azerbajdžan – Osebnost leta 2015[35]
- Azerbajdžan – Kozakova slava[36]
- Azerbajdžan – Medalja akademika Mikajila Husejnova 2017[37]
- Azerbajdžan – Častna medalja Uzeira Hadžibejlija[38]

### Tuja priznanja
- Francija – Red legije časti[39][40]
- Kuvajt – Častna diploma Kuvajta
- Pakistan – Hilal-e-Pakistan
- Poljska – Red za zasluge Republike Poljske[41]
- Srbija – Sretenjski Red[42]
- Rusija –  Red "Ruby Cross" Filantropov stoletja Mednarodne dobrodelne fundacije Rusije[43]
- Rusija – Mednarodna nagrada Zlato srce[44]
- Rusija – Red za zasluge Astrahanske regije"[45]
- Švica –  Zlata medalja Foruma Crans Montana Forum[46]
- Švica –  Nagrada “Prix de la Fondation” Foruma Crans Montana[47]
- Pakistan –  Simbol humanizma - osebnost leta 2012"[48]
- Pakistan – Nagrada žrtvi Benazir Bhutto za popolnost žensk - 2013[14]
- Grčija – Nagrada Elpida[49]
- Madžarska – Commander's Cross Red zaslug Republike Madžarske[50]
- Bolgarija – Diploma častnega občana Veliko Trnovo[51][52]
- Rusija – Sveti red princese Olge 2. stopnje  Ruske pravoslavne cerkve[53][54][3]
- Italija – Viteški velik križ reda za zasluge Italijanske republike (12 July 2018)[55][56]
- Rusija – Red prijateljstva (13. avgust 2019)[57][58]
- Vatikan – Red papeža Pija IX, Dame Grand Cross  (22.februar 2020)[59]

#### Mednarodne organizacije
- UNESCOva ambasadorka dobre volje[60]
- ISESCOva ambasadorka dobre volje
- Nagrada fundacije za družinsko zdravje Ihsan Doğramacı[61]
- Unescova Mozartova medalja[62]
- Visoki red Evropskega olimpijskega komiteja[63]

### Častne diplome
- Bolgarija – častna doktorica Univerze v Velikem Trnovem[51][52]
- Rusija – častna profesorica Prve moskovske državne medicinske univerze I.M. Sečenova[64]
- Izrael – častna doktorica Izraelske medicinske akademije[65]